# Кфар-Тавор
Кфар-Тавор (ивр. כפר תבור‎: Кфар — деревня, Тавор — близлежащая гора) — местный совет в Нижней Галилее в Израиле, поселение известно также под своим арабским названием — Месха.

## Происхождение названия
Своё название получил от горы Фавор, у подножия которой он расположен. Согласно Евангелию Иисус Христос преобразился на этой горе.

## Создание
Кфар-Тавор был основан в 1909 году, при участии Еврейского колонизационного общества. Его первопоселенцами стали семьи билуйцев (Билу — организация еврейской молодежи, возникшая в России в 1882 году и ставшая первым движением пионеров-халуцианцев в диаспоре), переселившиеся сюда из более старых мошавот Зихрон-Яаков и Рош-Пина. В Кфар-Таворе была основана еврейская организация самообороны Ха-Шомер («Страж»), с целью защиты поселенцев от враждебных вылазок их арабских соседей.

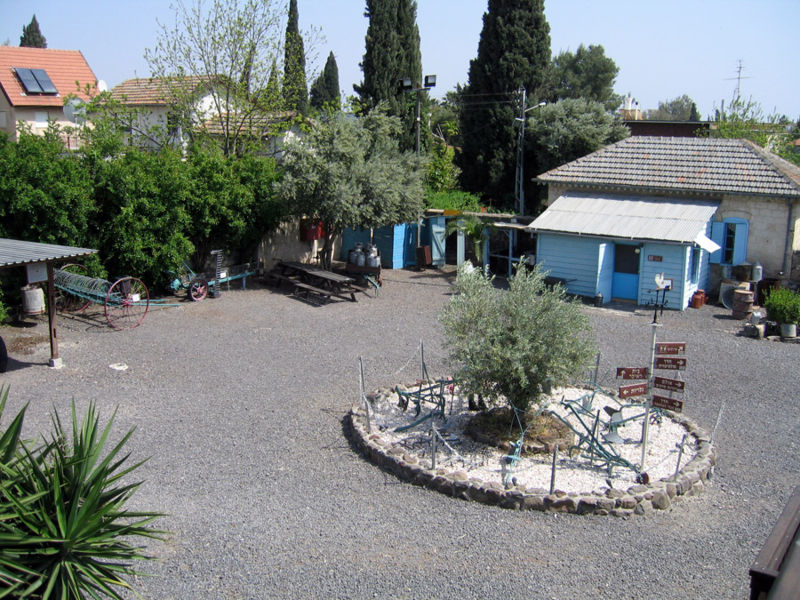

## Описание
Сейчас Кфар-Тавор это процветающий коттеджный посёлок, расположенный в Израиле между Тверией и Афулой. Площадь — 1600 га. Основные отрасли хозяйства: садоводство, хлопководство, выращивание овощей на экспорт. Основное население составляют учителя, банковские работники и соц. служащие. На территории мошавы расположен музей «Месха» (на месте первоначального поселения) с экспозицией, посвященной истории Кфар-Тавора, поселенческого движения и обороне поселений в Нижней Галилее. При музее имеется обширный архив.
Близ Кфар-Тавора в 1931 году была основана сельскохозяйственная школа «Кадури» (по имени Элияху Кадури, на чьи средства она построена). Площадь принадлежащих школе земель около 40 га; численность преподавательского состава и учащихся — 212 человек (2003 год). Многие из выпускников стали видными военными, политическими и общественными деятелями Израиля.
Гордостью Кфар-Тавора являются два музея: Музей вин и Музей марципана

## Население
По данным Центрального статистического бюро Израиля, население на начало 2020 года составляло 4 311 человек.